# Novotroitske (huyện)
Huyện Novotroitske (tiếng Ukraina: Новотроїцький район, chuyển tự: Novotroitskes'kyi raion) là một huyện của tỉnh Kherson thuộc Ukraina. Huyện Novotroitske có diện tích 2298 km², dân số theo điều tra dân số ngày 5 tháng 12 năm 2001 là 43026 người với mật độ 19 người/km2. Trung tâm huyện nằm ở Novotroitske.